# Oberriet
Oberriet é uma comuna da Suíça, no Cantão São Galo, com cerca de 7.683 habitantes. Estende-se por uma área de 34,51 km², de densidade populacional de 223 hab/km². Confina com as seguintes comunas: Altach (AT - 8), Altstätten, Balgach, Diepoldsau, Eichberg, Koblach (AT-8), Mäder (AT-8), Marbach, Meiningen (AT-8), Rebstein, Rüte (AI), Rüthi.
A língua oficial nesta comuna é o Alemão.